# Dolní Dubňany
Dolní Dubňany là một làng thuộc huyện Znojmo, vùng Jihomoravský, Cộng hòa Séc.